# Ludovic Bernard
Ludovic Bernard (...) è un regista francese.

## Biografia
Ludovic Bernard ha a lungo lavorato come aiuto regista, in particolare con Luc Besson, Barry Sonnenfeld e McG, prima di passare alla regia.

## Filmografia

### Assistente o aiuto regista
- Peau neuve, regia di Émilie Deleuze (1999)
- La vie ne me fait pas peur, regia di Noémie Lvovsky (1999)
- Mùa hè chiều thẳng đứng, regia di Tran Anh Hung (2000)
- Gamer, regia di Patrick Levy (2001)
- La Guerre à Paris, regia di Yolande Zauberman (2002)
- Moi César, 10 ans ½, 1m39, regia di Richard Berry (2003)
- Snowboarder, regia di Olias Barco (2003)
- Arsenio Lupin (Arsène Lupin), regia di Jean-Paul Salomé (2004)
- La boîte noire, regia di Richard Berry (2005)
- L'Anniversaire, regia di Diane Kurys (2005)
- Brice de Nice, regia di James Huth (2005)
- Pur Week-end, regia di Olivier Doran (2007)
- Nemico pubblico N. 1 - L'istinto di morte (Mesrine: L'istinct de mort), regia di Jean-François Richet (2008)
- Nemico pubblico N. 1 - L'ora della fuga (Mesrine: L'Ennemi public n° 1), regia di  Jean-François Richet (2008)
- L'immortale (L'Immortel), regia di Richard Berry (2010)
- Piccole bugie tra amici (Les Petits Mouchoirs), regia di Guillaume Canet (2010)
- Le Siffleur, regia di Philippe Lefebvre (2010)
- The Lady - L'amore per la libertà (The Lady), regia di Luc Besson (2011)
- Taken - La vendetta (Taken 2), regia di Olivier Megaton (2012)
- Cose nostre - Malavita (The Family), regia di Luc Besson (2013)
- Taken 3 - L'ora della verità (Taken 3), regia di Olivier Megaton (2014)
- Lucy, regia di Luc Besson (2014)
- Una vita da gatto (Nine Lives), regia di Barry Sonnenfeld (2016)

### Regista

#### Cinema
- Ascensione (L'Ascension) (2017)
- Mission Pays basque (2017)
- Nelle tue mani (Au bout des doigts) (2018)
- 10 jours sans maman (2020)
- 10 jours ancore sans maman (2023)

#### Televisione
- Lupin - serie TV, 4 episodi (2021-2023)

### Sceneggiatore
- Ascensione (L'Ascension) (2017)
- Nelle tue mani (Au bout des doigts) (2018)
- 10 jours sans maman (2020)
- 10 jours ancore sans maman (2023)